# Kingdom Hearts III
Kingdom Hearts III is een Japans actierollenspel (ARPG) ontwikkeld en uitgebracht door Square Enix voor de PlayStation 4 en Xbox One. Het spel kwam in Japan uit op 25 januari 2019 en wereldwijd op 29 januari.

## Spel
In het spel gaat de held Sora samen met Riku, Goofy, Mickey Mouse en Donald Duck op zoek naar de zeven wachters van het licht om Xehanorts kwade plannen te dwarsbomen.
Kingdom Hearts III bevat veel terugkerende gameplay uit eerdere delen en breidt het aantal leden van de party uit tot maximaal vijf. De minispellen zijn geïnspireerd door Mickey Mouse-strips uit de jaren 80.

## Ontvangst
Het spel werd positief ontvangen in recensies en verkocht vijf miljoen exemplaren in de eerste week. Hiermee werd het de meest succesvolle titel in de spelreeks.
| Aggregator    | Score                      |
| ------------- | -------------------------- |
| Metacritic    | 83/100 (PS4) 80/100 (XONE) |
| Publicatie    | Score                      |
| Destructoid   | 8/10                       |
| EGM           | 7,5/10                     |
| Famitsu       | 39/40                      |
| Game Informer | 9,5/10                     |
| GameSpot      | 8/10                       |
| IGN           | 8,7/10                     |